# Brévillers, Pas-de-Calais
Brévillers är en kommun i departementet Pas-de-Calais i regionen Hauts-de-France i norra Frankrike. Kommunen ligger i kantonen Hesdin som tillhör arrondissementet Montreuil. År 2022 hade Brévillers 157 invånare.

## Befolkningsutveckling
Antalet invånare i kommunen Brévillers
| Referens: INSEE |